# Nathaly López Borja
Nathaly Cristina López Borja (Guayaquil, 23 de noviembre de 1987-Guayaquil, 28 de marzo de 2023)fue una ingeniera de comercio y finanzas, activista y profesora de universidad ecuatoriana, con una amplia experiencia en el ejercicio público dentro del campo administrativo en hospitales del país. Se destacó por su compromiso en la lucha contra la corrupción.

## Biografía
Nathaly Cristina López Borja nació el 23 de noviembre de 1987, en la ciudad ecuatoriana de Guayaquil.
Realizó su formación primaria y secundaria en el Colegio Alemán de Guayaquil (1993-2005), donde se graduó de Bachiller en Informática Comercial. 
Tras realizar estudios en la Universidad Católica de Santiago de Guayaquil (2007-2012), obtuvo el título de ingeniera en comercio y finanzas internacionales. Obtuvo una maestría en educación en el Instituto Tecnológico de Monterrey (2015-2017), y una en administración de empresas (2019-2020) de la Universidad Espíritu Santo (UEES). Cursaba un doctorado en administración y gestión de las organizaciones, en la UESS; que comenzó en 2021.
Además de su práctica profesional, también realizó trabajo voluntario en el Colegio Alemán Humboldt de Guayaquil, y en la Fundación Rescate Animal Ecuador, institución en la que se mantuvo activa.

### Trayectoria
Entre 2015 y 2017, ejerció como analista administrativa en el Instituto Ecuatoriano de Seguridad Social.
Se desempeñó como docente universitaria en administración estratégica, en la Universidad Espíritu Santo.
El 25 de octubre de 2022, fue nombrada directora del Hospital de Especialidades Teodoro Maldonado Carbo, teniendo como responsabilidad la coordinación general administrativa, y supervisaba, entre otros campos, el de contratación pública. También tenía bajo su responsabilidad la coordinación general financiera y la coordinación general de Talento Humano.
López ejecutó cambios en los procesos de contratación, junto al equipo administrativo del hospital dio seguimiento e incluso bloqueó algunos focos de corrupción. Había convocado ruedas de prensa y visitado medios de comunicación para explicar el trabajo en curso y su propósito de transparentar las contrataciones y brindar un mejor servicio a afiliados y jubilados. Con documentos en mano, se refirió a los avances en la provisión de medicamentos y los proyectos para seguir por ese camino. Nathaly López identificó los focos de corrupción desde anteriores gestiones en las áreas administrativa, financiera, de talento humano, de mantenimiento, en la contratación pública y hasta en la morgue, donde en el pasado hubo hasta venta de cadáveres. También coordinó con los jefes médicos el inicio de procesos de contratación de medicinas e insumos para evitar el desabastecimiento en la farmacia.

## Muerte
La noche del 28 de marzo de 2023, saliendo de su turno laboral a las 20h30, López se movilizaba en su vehículo en dirección a su domicilio, cuando fue sorprendida por dos sicarios en el cruce del víaducto elevado de la Avenida Pío Jaramillo. El atentado ocurre en instancias en que los directivos del hospital impulsaban un procedimiento para transparentar los procesos de contratación pública.

### Repercusión
Tras el ataque a Nathaly López, varios funcionarios con rango de jefe del Hospital de Especialidades Teodoro Maldonado Carbo presentaron la renuncia de sus cargos entre la noche del martes 28 y la mañana del miércoles 29 de marzo, luego de recibir amenazas "Si tú no renuncias mañana, también mueres". A menos de 12 horas del crimen de la directora administrativa del hospital de Guayaquil se registró una masiva renuncia de funcionarios, se conoce que hay amenazas de muerte a los jefes y coordinadores que laboraban en el Hospital, una veintena de renuncias fueron receptadas mediante el sistema Quipux, plataforma gubernamental del Gobiernos del Ecuador, a la mañana siguiente fueron aceptadas nueve renuncias oficialmente. Médicos del sanatorio señalaron que varios de los trabajadores del hospital en el que laboraba Nathaly López recibieron amenazas. Subsiste el temor y preocupación, una semana antes del crimen contra López circularon fotos de amenazas en los ascensores. Los trabajadores no se atreven a denunciar porque sospechan que entre sus propios compañeros hay quienes filtran información. El IESS rechazó de manera categórica la violencia al personal del HTMC, e instó a las autoridades para que investiguen estos hechos y se dé con los responzables. Su partida causa gran conmoción dentro de la comunidad hospitalaria, descrita como una profesional brillante y poseedora de muchas virtudes, quería transformar un hospital. La mañana siguiente los medios comunicaban la amarga decepción de que una persona que luchaba contra la corrupción sea víctima de la violencia.

“La sociedad no puede ser indiferente a estos hechos, las autoridades deben aclarar los sucesos y la ley castigarlos, solo así esta muerte no será una más y los jóvenes que sí se atreven a trabajar por un país honesto no se rendirán.

El presidente de la República, Guillermo Lasso se solidarizó con los familiares de Nathaly López, lamentando el crimen de la funcionaria. Por su parte, el vicepresidente de la República, Alfredo Borrero, manifestó que el crimen enluta al país, pero sobre todo al sistema sanitario en el que "aportaba con profesionalismo y calidad humana". La violencia y la corrupción no pueden arrebatarnos más vidas inocentes. Que los responsables de este crimen respondan ante la justicia y la sociedad, agregó Borrero. El exvicepresidente Otto Sonnenholzner, rechazó el crimen durante una entrevista en Ecuavisa. “Era una chica honorable. Ha fallecido por defender los intereses de los ecuatorianos, por no ceder ante las mafias delictivas de ese hospital, que hasta el día de hoy logran eludir a la justicia”
La Fiscalía General del Estado abrió de oficio una investigación por el asesinato de Nathaly López, directora del Hospital Teodoro Maldonado del IESS. Policía Nacional del Ecuador informó que se han desplegado unidades especializadas a fin de dar con los responsables de este crimen. “No permitiremos que este hecho quede en la impunidad”. El hecho ocurrido reafirma en el 2023 los niveles de violencia e inseguridad por los que atraviesa el país andino. Luego del atentado a López, funcionarios de tres hospitales tienen resguardo tras los ataques del crimen organizado. Los hospitales del Instituto Ecuatoriano de Seguridad Social (IESS) están intervenidos por Inteligencia policial, tras el asesinato de Nathaly López, el objetivo es detectar las mafias que operan en el sistema de salud de Ecuador y que estarían involucradas en el crimen, además de otros atentados en contra de algunos trabajadores sanitarios.

## Homenajes
El edificio de Consulta Externa Norte del hospital Teodoro Maldonado Carbo está nombrado en su honor.